# 海莉·威廉斯
海莉·妮可·威廉斯（Hayley Nichole Williams，1988年12月27日—）是美國女歌手及搖滾樂團帕拉摩爾主唱兼鍵盤手。

## 生平
海莉出生於密西西比州的默裡狄恩 （Meridian）,其父親及母親分別為喬伊·威廉斯及克莉絲蒂·威廉斯。在家中三個姐妹中她是最年長的。2002年，由於父母親離婚,13歲的海莉由默裡狄恩搬至 位於田納西州的Franklin，在學校認識了後來的團員喬許·法洛（Josh Farro）與柴克·法洛（Zac Farro）。 海莉在搬家後開始上布雷特·曼寧（Brett Manning）的歌唱課程。在校時，她認識了當地放克翻唱樂團 The Factory 的傑瑞米·戴維斯（Jeremy Davis）。而由於在學校遭受霸凌,海莉也在家自學。2005年，「Fueled by Ramen」唱片公司的創立者 John Janick 與他們簽下合約。
海莉曾客串演唱 Death In the Park 的《Fallen》、The Chariot 的《Then Came to Kill》、October Fall的《Keep Dreaming Upside Down》、光宗耀祖（New Found Glory）的《Tangled Up》、暢所欲言（Say Anything）的《The Church Channel》與《Plea》、Set Your Goals 的《The Few That Remain》，並參與光宗耀祖的《Kiss Me》音樂錄影帶演出。 2007年《Kerrang!》的雜誌票選中，海莉在「最性感女性」中拿下第二名，僅次於伊凡塞斯的埃米·李。 隔年，海莉順利拿下「最性感女性」冠軍。 她也在電玩遊戲《Guitar Hero World Tour》中擔任可操作角色。
海莉也在梅根·福克斯主演的《辣的要命》電影原聲帶中獨唱一首歌曲。2009年10月2日，樂團因海莉罹患喉炎宣布「Brand new eyes tour」將延期數場。
海莉曾表示她喜愛的樂團有暢所欲言、mewithoutYou、Slick Shoes、The Chariot、Now Now Every Children、不要懷疑、Fireworks、Set Your Goals、泰根與莎拉、光宗耀祖、H2O、Lemuria、The Swellers。

## 獎項
| 名稱                       | 獎項           | 結果 |
| -------------------------- | -------------- | ---- |
| MTV拉丁美洲大獎            | 2008年時尚大獎 | 提名 |
| 2007年Kerrang讀者票選      | 最性感女性     | 提名 |
| Shockwaves NME Awards 2009 | 最性感女性     | 獲獎 |
| 2008年Kerrang讀者票選      | 最性感女性     | 獲獎 |

## 個人生活
海莉生於密西西比州(Mississippi)默里狄恩Meridian，現居於田納西州(Tennessee)Franklin，一個接近納許維爾(Nashville)的小鎮。她是一名基督教徒，並且常常討論到她的信仰與她的音樂之間的關聯性。法洛兄弟也同時表明了對於信仰的分歧態度是他們離開帕拉摩爾的原因之一。自2008年起，海莉便與光宗耀祖的吉他手查德·吉爾伯特(Chad Gilbert)穩定交往，2015年1月1日訂婚。但他们随后于2017年7月2日离婚。

## 外部連結
- 帕拉摩爾官方網站 （页面存档备份，存于）